# Chen Haoyu
Chen Haoyu (en chino simplificado= 陈昊宇, chino tradicional= 陈昊宇) también conocida artísticamente como Amy Chen, es una actriz y cantante china.

## Biografía
En 2010 fue aceptada en la Universidad Tecnológica de Xiamen en China y dos años más tarde se convirtió en una nueva estudiante transferida en la Universidad Yuan Ze en Taiwán.

## Carrera
Es miembro de la agencia Gold Typhoon.
En agosto de 2018 se unió al elenco recurrente de la serie Ruyi's Royal Love in the Palace donde dio vida a Yehe-Nara Yihuan quien se convierte en la Consorte Shu, una joven honesta y buena recomendada para entrar al Palacio por la Emperatriz Viuda Niohuru Zhenhuan (Vivian Wu) pero que pierde la cordura y se suicida cuando descubre que el Emperador Qianlong sólo la utilizaba (Wallace Huo).
En 2019 se unió al elenco recurrente de la serie Novoland: Eagle Flag donde interpretó a la Princesa Bai Zhouyue del Imperio Yin.
En 2022 se unirá al elenco principal de la serrie First Love Again donde dará vida a Xia Wenxi, una brillante y encantadora estudiante que termina enamorándose del frío e inaccesible estudiante superior Ye Youning (Patrick Shih).

## Filmografía

### Series de televisión
| Año             | Título                                 | Personaje                       | Notas        |
| --------------- | -------------------------------------- | ------------------------------- | ------------ |
| 2021 - presente | First Love Again                       | Xia Wenxi                       | 24 episodios |
| 2020            | Missing Persons                        | Lu Qiao                         | 12 episodios |
| 2020            | I Don't Want To Be Friends With You    | Li Qingtong                     | 24 episodios |
| 2019            | Novoland: Eagle Flag                   | Bai Zhouyue, Princesa Xiao Zhou |              |
| 2018            | Waitan Zhongsheng                      | Da Anan                         |              |
| 2018            | Judo High                              | Yu Jia                          | 24 episodios |
| 2018            | Ruyi's Royal Love in the Palace        | Yehe-Nara Yihuan, Consorte Shu  | 21 episodios |
| 2018            | Royal Highness                         | Tang Yixian                     |              |
| 2018            | The Sound of the Bell at Shanghai Bund | -                               |              |
| 2016            | Memory Lost                            | Zhao Manman                     |              |
| 2015            | In Tale of Flower                      | Jin Ye                          |              |

### Películas
| Año  | Título                       | Personaje  | Notas |
| ---- | ---------------------------- | ---------- | ----- |
| 2020 | Nostalgia (小山河)           | Qing He    |       |
| 2015 | Summer of Meizhou (湄洲之夏) | Chen Shuyi |       |

### Programas de variedades
| Año         | Título                                 | Notas                  |
| ----------- | -------------------------------------- | ---------------------- |
| 2014        | 中国正在听                             |                        |
| 2013 - 2014 | Chinese Million Star 3 (华人星光大道3) | concursante - ganadora |
| 2013        | 康熙来了                               |                        |

### Musical
| Año  | Título | Personaje | Notas                                                                       |
| ---- | ------ | --------- | --------------------------------------------------------------------------- |
| 2015 | 小时代 | -         | junto a 姚琳, Changchang Wang, 英子, Coke Li, Jia Zhengyu y Heyson (马海生) |

## Discografía
| Año  | Título                        | Álbum                                        | Notas |
| ---- | ----------------------------- | -------------------------------------------- | ----- |
| 2020 | Difficult Question (难解的题) | OST de "I Don't Want To Be Friends With You" |       |
| 2020 | Different (不一样)            | OST de "I Don't Want To Be Friends With You" |       |
| 2018 | 给梦里的你                    | OST de "Crows Zero" (热血高校)               |       |